# Dry Cleaning
I Dry Cleaning sono un gruppo musicale post-punk britannico formatosi nel 2018 a Londra. La band è costituita da Florence Shaw (voce), Lewis Maynard (basso), Tom Dowse (chitarra), Nick Buxton (batteria). Sono caratterizzati dall'uso di testi parlati piuttosto che cantati e dalle liriche non convenzionali. Il loro stile musicale è stato paragonato a quello di gruppi quali Wire, Magazine e Joy Division. L'album di debutto New Long Leg è stato pubblicato nel 2021.

## Storia

### La formazione
Il chitarrista Tom Dowse incontrò la vocalist Florence Shaw nel 2010 al Royal College of Art, dove entrambi erano studenti e diventano presto amici. Dowse era già un esperto musicista che aveva militato in numerose band. Nel 2017 incontra nuovamente Shaw e le chiede di ascoltare dei brani demo che aveva registrato con i comuni amici Lewis Maynard and Nick Buxton. Dowse propone a Shaw di entrare nella band dopo aver ascoltato la sua voce sui brani e la coinvolgono nelle sessioni di prova del gruppo. Lei ricorda quei momenti “come quando vedi uno di quei film scadenti sulle band, e stanno scrivendo la loro hit e c'è un momento magico.”

### Il singoloMagic of Meghane l'album di debutto
Il gruppo pubblica nel 2019 il loro primo singolo, Magic of Meghan. Florence Shaw scrive la canzone dopo aver interrotto una relazione e essersi trasferita dall'appartamento del suo ex partner lo stesso giorno in cui Meghan Markle e il Principe Harry hanno annunciato il loro fidanzamento. Lo stesso anno è seguita la pubblicazione di due EP, Sweet Princess e Boundary Road Snacks and Drinks. Il gruppo è stato inserito nell'elenco dei 100 artisti del 2020 dalla rivista NME.
Nel 2020 la band ha firmato un contratto con l'etichetta discografica 4AD e ha pubblicato il singolo Scratchcard Lanyard. Nel febbraio 2021 annunciano la pubblicazione del primo album in studio New Long Leg, prodotto da John Parish.

## Discografia parziale
Album in studio
- 2021 – New Long Leg[7]
- 2022 – Stumpwork

EP
- 2019 – Sweet Princess[8]
- 2019 – Boundary Road Snacks and Drinks[9]
- 2023 – Swampy[10]

Singoli
- 2019 – Magic of Meghan[11]
- 2019 – Goodnight[12]
- 2019 – Sit Down Meal[13]
- 2019 – Viking Hair[14]
- 2020 – Scratchcard Lanyard[15]
- 2021 – Strong Feelings[16]